# Jevgenij Barejev
Jevgenij Barejev (rusky Евгений Ильгизович Бареев;* 21. listopadu 1966) je rusko-kanadský šachista a trenér. V roce 1989 získal titul velmistra. V říjnu 2003 byl čtvrtý ve světovém žebříčku FIDE s hodnocením Elo 2739.

## Šachová kariéra
Barejev byl v roce 1982 světovým šampionem šachistů do 16 let.
Největším úspěchem v jeho kariéře bylo vítězství na šachovém turnaji ve Wijku aan Zee v roce 2002. Na tomto turnaji dosáhl 9 bodů z celkových třinácti zápasů a byl tak lepší než mnoho jiných elitních hráčů, například Alexandr Griščuk, Michael Adams či Péter Léko.

### Týmové soutěže
Barejev byl členem sovětského národního týmu na šachové olympiádě v roce 1990 a ruského národního týmu na šachové olympiádě v letech 1994, 1996, 1998 a 2006. Získal zlatou medaili v letech 1990, 1994, 1996 a 1998. Za kanadský týmu hrál od roku 2016. Barejev je také dvojnásobným vítězem mistrovství světa v šachu týmů (1997 a 2005) a dvojnásobným vítězem mistrovství Evropy v šachu týmů (1992 a 2003).
Barejev je čtyřnásobným vítězem Evropského poháru klubů, přičemž vítězem tohoto poháru se stal spolu se třemi různými kluby.

## Knihy
- BAREJEV, Jevgenij. From London to Elista. Alkmaar: New In Chess 398 s. Dostupné online. ISBN 978-90-5691-219-2, ISBN 90-5691-219-4. OCLC 183149437
- SONG, MICHAEL,. The chess attacker's handbook. London, England: [s.n.] 175 s. Dostupné online. ISBN 1-911465-16-3, ISBN 978-1-911465-16-4. OCLC 992564403
- BAREJEV, Jevgenij. Say no to chess principles!. First edition. vyd. Landegem, Belgium: [s.n.] 278 s. Dostupné online. ISBN 978-94-92510-51-8, ISBN 94-92510-51-0. OCLC 1113865551